# Кноррендорф
Кноррендорф (нім. Knorrendorf) — громада в Німеччині, розташована в землі Мекленбург-Передня Померанія. Входить до складу району Мекленбургіше-Зенплатте. Складова частина об'єднання громад Штафенгаген.
Площа — 28,51 км2. Населення становить 552 ос. (станом на 31 грудня 2020).